# Байон, Андре
Андре́ Байо́н (фр. André Baillon; 27 апреля 1875, Антверпен — 10 апреля 1932, Сен-Жермен-ан-Ле) — французский писатель бельгийского происхождения.

## Биография
Родился в буржуазной семье, после смерти родителей воспитывался тётей. Учился в католических школах, уже в молодости был подвержен нервным расстройствам, оказался в болезненной зависимости как игрок и проявлял суицидальные наклонности. Проблемы несколько отступили после знакомства с бывшей проституткой Мари Ванденберг и последовавшей в 1902 году женитьбы. Пробовал себя в разных областях деятельности, пока в 1920-е годы не осел в Париже со своей второй женой и начал зарабатывать на жизнь литературным трудом, хотя писать начал уже в 1910-е. Периодически госпитализировался в психиатрические клиники и одним из первых стал разрабатывать прежде табуированную в литературе тему душевного нездоровья. Творчеству Байона присуще предэкзистенциальное мировоззрение, основанное на фламандском мистицизме и левых политических убеждениях писателя.
К особенностям сюжетного построения произведений Байона часть современных критиков относят так называемый полифонизм, теорию которого применительно к жанру европейского романа разработал М. М. Бахтин.
Первая публикация Андре Байона состоялась в Бельгии: в 1920 году в Брюсселе вышел из печати роман «Moi quelque part…» (Я частично…). В том же году парижское издательство Rieder подписало контракт на издание второго романа — «Histoire d’une Marie» (История одной Марии), при этом левая пресса сразу встретила нового автора благосклонно: в частности, о Байоне написала «L’Humanité».
В апреле 1932 года очередная попытка самоубийства оказалась роковой, и Байон ушёл из жизни за несколько дней до своего 57-летия.

## Труды
- Moi quelque part…, 1920, Bruxelles, Édition de la soupente
- Histoire d’une Marie, 1921, Paris, éditions Rieder
- En sabots, 1922, Paris, éditions Rieder (Премия «Ренессанс»[фр.] 1923[6])
- Zonzon Pépette, fille de Londres, 1923, Paris, J. Ferenczi, réédité en 2006, et 2015 par Éditions Cent Pages, Grenoble
- Par fil spécial, 1924, Paris, éditions Rieder
- Un homme si simple, 1925, Paris, éditions Rieder
- Le Pot de fleur, 1925, Anvers, éditions Lumière
- Chalet 1, 1926, Paris, éditions Rieder
- Délires, 1927, Paris, À la jeune parque
- Le Perce-oreille du Luxembourg, 1928, Paris, éditions Rieder
- La vie est quotidienne, 1929, Paris, éditions Rieder
- Le Neveu de Mademoiselle Autorité, 1930, Paris, éditions Rieder
- Roseau, 1932, Paris, éditions Rieder
- Pommes de pin, 1933, abbaye de la Cambre, Bruxelles, les «Amis de l’institut supérieur des arts décoratifs»
- La Dupe, 1944, Bruxelles, La Renaissance du livre
- Le Chien-chien à sa mémère, nouvelles, 2003, Bordeaux, éditions Finitude